# 小島新田駅
小島新田駅（こじましんでんえき）は、神奈川県川崎市川崎区田町二丁目にある、京浜急行電鉄大師線の駅。同線の終点。駅番号はKK26。神奈川県及び川崎市の最東端に位置する旅客駅である。

## 歴史
- 1944年（昭和19年）10月1日：東京急行電鉄（大東急）による産業道路駅（現：大師橋駅） - 入江崎駅の開通に伴い開業。
- 1948年（昭和23年）6月1日：京浜急行電鉄の駅となる。
- 1964年（昭和39年）3月25日：当駅 - 塩浜駅休止（1970年11月20日廃止）[1]により大師線の終着駅となる[1][2]。同時に約300メートル京浜川崎駅（現：京急川崎駅）寄りに移設[1][2]。移設後の駅手前から単線化され、上り線跡地に設置された単式ホーム1面1線となる[2]。
  - 移設前の駅は現在の東海道貨物線川崎貨物駅を挟んだ東側にあり[1][2]、相対式ホーム2面2線を有し、下り線は日本冶金工業の工場側線が接続していた。
- 1997年（平成9年）4月1日：駅手前から分岐し川崎貨物駅へ向かっていた味の素の工場側線廃止。
- 2010年（平成22年）3月14日：ホームを1面2線化[2]。
- 2024年（令和6年）1月27日：新駅舎の使用を開始[3]。

### 駅名の由来
この地域はかつて多摩川の河口で、江戸時代後期に小島六郎左衛門と池上七左衛門が干拓し新田開発を行った。その後に北側を「小島新田」、南側を「北池上新田」と呼んだことに由来する。周辺の地主にはその子孫の小島姓が多い。

## 駅構造
島式ホーム1面2線を有する地上駅。1964年に移設されて以来、当駅構内のみ単線となっていたが、2010年3月にホームを西方へ40メートル移設して1面2線化された。用地の一部に味の素工場側線跡地を使用している。

### のりば
| 番線 | 路線   | 行先         |
| ---- | ------ | ------------ |
| 1・2 | 大師線 | 京急川崎方面 |

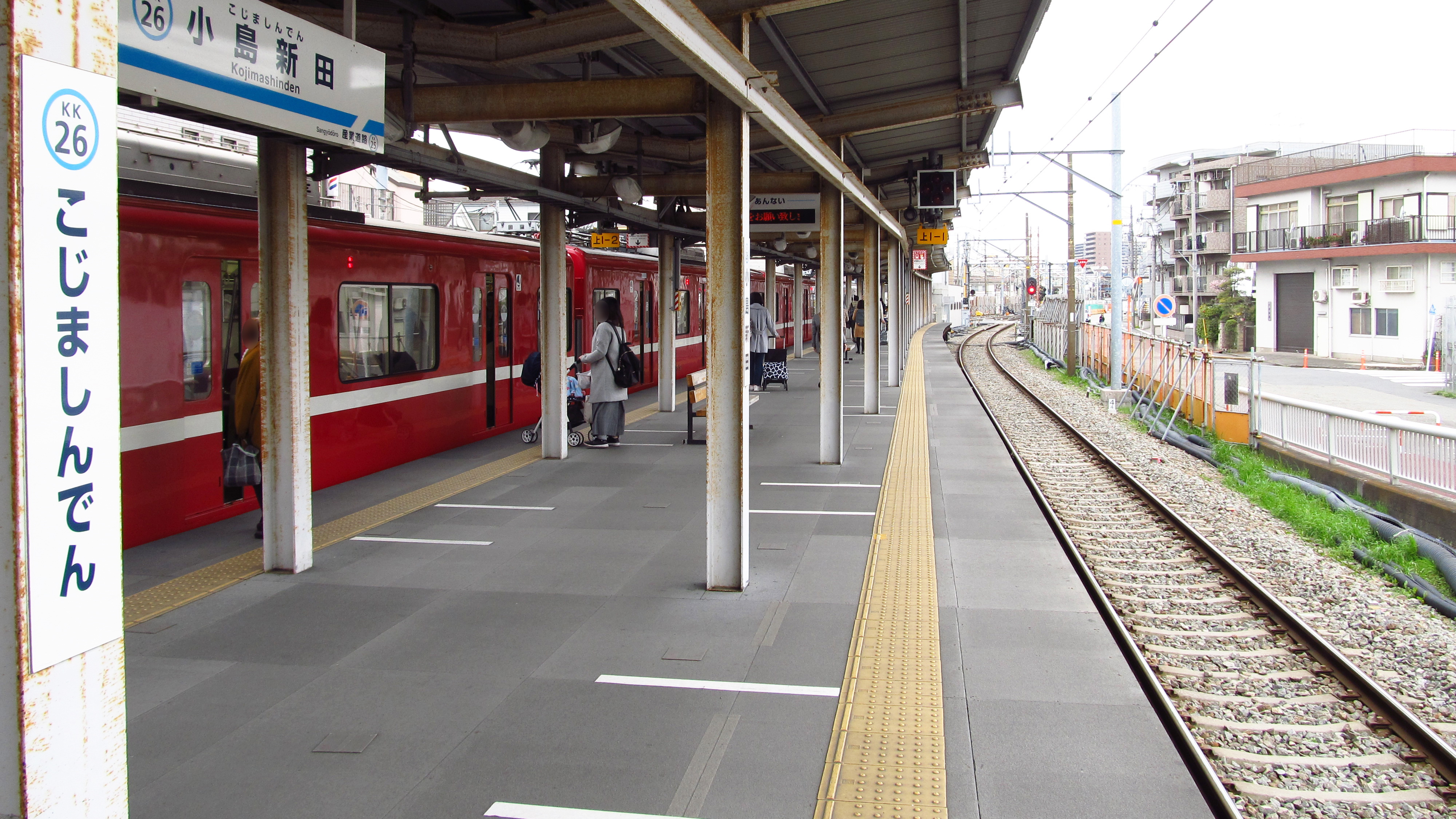
ホーム（2019年3月）
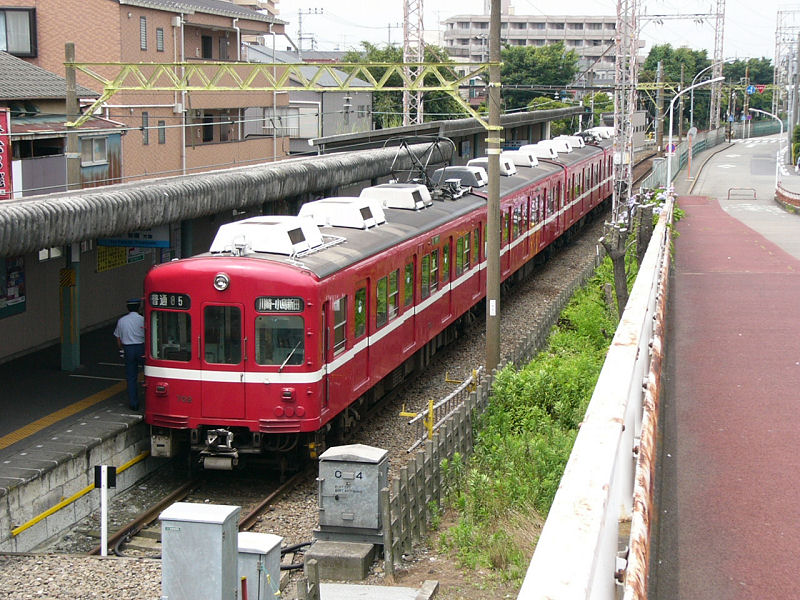
単線時代の駅構内（2005年6月）

## 利用状況
2024年度の1日平均乗降人員は21,774人であり、京急線全72駅中28位。大師線の駅の中で一番乗降客が多い。これは当駅に、付近の工場などへ向かう従業員の送迎バスが発着するためである。近年の1日平均乗降・乗車人員推移は下記の通り。なお、川崎市統計書と神奈川県県勢要覧の数値が多少異なっていることに留意されたい。
| 年度               | 1日平均 乗降人員 | 1日平均 乗車人員 | 出典    |
| ------------------ | ---------------- | ---------------- | ------- |
| 1995年（平成07年） |                  | 15,434           |         |
| 1996年（平成08年） |                  | 14,638           |         |
| 1997年（平成09年） |                  | 14,312           |         |
| 1998年（平成10年） |                  | 13,353           |         |
| 1999年（平成11年） |                  | 12,476           |         |
| 2000年（平成12年） |                  | 12,056           |         |
| 2001年（平成13年） |                  | 11,689           |         |
| 2002年（平成14年） | 21,810           | 11,029           | [ * 1 ] |
| 2003年（平成15年） | 22,554           | 11,266           | [ * 1 ] |
| 2004年（平成16年） | 21,160           | 10,832           | [ * 1 ] |
| 2005年（平成17年） | 20,483           | 10,182           | [ * 1 ] |
| 2006年（平成18年） | 20,567           | 10,196           | [ * 2 ] |
| 2007年（平成19年） | 20,705           | 10,290           | [ * 2 ] |
| 2008年（平成20年） | 21,205           | 10,551           | [ * 2 ] |
| 2009年（平成21年） | 20,811           | 10,408           | [ * 2 ] |
| 2010年（平成22年） | 20,890           | 10,474           | [ * 3 ] |
| 2011年（平成23年） | 21,079           | 10,494           | [ * 3 ] |
| 2012年（平成24年） | 20,470           | 10,317           | [ * 3 ] |
| 2013年（平成25年） | 21,155           | 10,441           | [ * 3 ] |
| 2014年（平成26年） | 21,179           | 10,713           | [ * 4 ] |
| 2015年（平成27年） | 21,717           | 10,859           | [ * 4 ] |
| 2016年（平成28年） | 21,295           | 10,607           | [ * 5 ] |
| 2017年（平成29年） | 21,740           | 10,844           | [ * 5 ] |
| 2018年（平成30年） | 22,453           |                  |         |
| 2019年（令和元年） | 22,743           |                  |         |
| 2020年（令和02年） | 18,800           |                  |         |
| 2021年（令和03年） | 19,280           |                  |         |
| 2022年（令和04年） | 20,502           |                  |         |
| 2023年（令和05年） | 21,401           |                  |         |
| 2024年（令和06年） | 21,774           |                  |         |

## 駅周辺
隣接する川崎貨物駅構内をオーバークロスする跨線橋「いつくしま跨線橋」はロケ撮影地として有名である。
- 学校法人石渡育英学園えがわ幼稚園
- 川崎市立殿町小学校
- AOI国際病院
- パール歯科医院
- 国道409号
- JR貨物・神奈川臨海鉄道 川崎貨物駅
- 日本冶金工業 川崎製造所（旧・YAKIN川崎）
- 日本ゼオン 川崎工場、総合開発センター
- キングスカイフロント
- 川崎殿町郵便局
- 川崎大師海岸郵便局

### バス路線
駅前への路線バスの乗入れはない。最寄のバス停は国道409号（浮島通り）上の「大師河原」および「殿町小学校前」で、北方へ徒歩5分ほど。川崎駅と東方の殿町・浮島町方面を結ぶ路線（川01・川03）が運行されている。「大師河原」には、江川1丁目から浮島を経由して横浜へ結ぶ路線（横浜浮島線）が運行されている。詳細は川崎鶴見臨港バスを参照。

## 隣の駅

### 現存区間
京浜急行電鉄
 大師線
大師橋駅 (KK25) - 小島新田駅 (KK26)

### 廃止区間
京浜急行電鉄
■大師線
小島新田駅 - 塩浜駅